# Fujiwara no Otsugu
Fujiwara no Otsugu (藤原 緒嗣, [ふじわら の おつぐ] Erro: {{japonês}}: texto da transliteração contém caractere não latino (pos 1) (ajuda), também conhecido como Yamamoto daijin) 773 - 843, foi um nobre do início do Período Heian da história do Japão.
Otsugu era membro do ramo Shikike do Clã Fujiwara e filho de Momokawa.

## Carreira
Otsugu serviu os seguintes imperadores:  Imperador Kanmu (788 - 806), Imperador Heizei (806 - 809), Imperador Saga (809 - 823), Imperador Junna (823 - 833) e Imperador Nimmyo (833 - 843).
Em 788, no reinado da Imperador Kanmu, Otsugu  entrou para a corte imperial aos 15 anos de idade como Udoneri (oficial do Ministério do Centro). Em 791 foi nomeado Jijū (camareiro) no Kurōdodokoro, em 793 foi transferido para o Konoefu (Guarda do Palácio) . Otsugu foi nomeado em 793 Hitachi no Suke (Vice-governador da província de Hitachi) e em meados deste ano transferido para o Emonfu (Guarda das Fronteiras). Em 802, Otsugu foi promovido a Sangi.
Em 817 no reinado do Imperador Saga foi promovido Chūnagon, em 821 a Dainagon e em 825 foi nomeado Udaijin.
Em 832 no final do reinado do Imperador Junna, foi nomeado Sadaijin.
Em 843 foi publicada a obra Nihon Kōki (Cronicas Posteriores do Japão, 40 volumes das crônicas sobre a história do Japão que cobriam os anos de 792 a 833) da qual foi colaborador junto com Fujiwara no Fuyutsugu (mais tarde o Nihon Kōki foi unificado com  outras obras e se tornou o terceiro livro do Rikkokushi, Seis histórias nacionais).
| Precedido por Fujiwara no Fuyutsugu | 13º Sadaijin (832 - 843) | Sucedido por Minamoto no Tokiwa |
| Precedido por Fujiwara no Tsuginawa | 25º Udaijin (825 - 832)  | Sucedido por Minamoto no Tokiwa |